# Wild Bill Elliott
Pour les articles homonymes, voir Elliott.
Wild Bill Elliott ou Bill Elliott, parfois crédité Gordon Elliott (16 octobre 1904—26 novembre 1965) est un acteur américain. Il était spécialisé dans les rôles de héros robustes dans le western B, et en particulier dans la série des Red Ryder.

## Jeunesse
Elliott est né Gordon A. Nance à Pattonsburg dans le Missouri, fils d'un commerçant en bétail, Leroy « Roy » Whitfield Nance, et sa femme, Maude Myrtle Auldridge. Il existe un débat autour de son année de naissance, mais le certificat de mariage de ses parents ainsi que les recensements officiels s'accordent sur l'année 1904.
Nance a grandi à trente kilomètres de son lieu de naissance, la majeure partie de sa jeunesse passée dans un ranch près de King City. Son père était un éleveur et vendeur de bétail pour la ville de Kansas City. Le cheval et le lasso firent partie intégrante de l'éducation de Gordon Nance. Il obtient la première place d'un rodéo lors d'une foire au bétail en 1920. Il a brièvement fréquenté la Rockhurst University (en), une école jésuite à Kansas City, mais il est ensuite parti en Californie dans l'espoir de devenir acteur.

## Carrière
En 1925, il obtient occasionnellement des petits travaux sur des tournages de films. Il prend des cours au Pasadena Playhouse (en) et apparait dans quelques rôles sur les planches de ce théâtre. En 1927, il tourne son premier western, The Arizona Wildcat, où il joue son premier rôle crédité. Plusieurs seconds rôles suivent et il se renomme Gordon Elliott. Mais lorsque les studios hollywoodiens passent au cinéma parlant, il retombe dans des petits rôles qui passent inaperçus. Durant les huit années qui suivent, il apparait dans une centaine de films pour divers studios, mais presque toujours comme figurant.
Elliott commence à se faire remarquer dans des petits westerns B, de telle sorte que la Columbia Pictures lui offre le rôle-titre d'un sérial, Bill Hickok le sauvage (1938), qui rencontre un succès suffisant pour que la Columbia lui fasse signer un contrat en tant que premier rôle. En deux ans, Elliott, que le président de la Columbia Harry Cohn a renommé Bill Elliott, se retrouve dans le classement des dix plus grandes stars du western, qu'il ne quittera plus pendant quinze ans.
En 1943, Elliott signe avec Republic Pictures, qui le met en scène dans une série de westerns avec Gabby Hayes. Le premier de ceux-ci, Calling Wild Bill Elliott, donne à Elliott le nom sous lequel on le connait mieux, avec lequel il sera crédité pour le reste de sa carrière.
Après plusieurs films dans lesquels l'acteur et le personnage partagent le nom de « Wild Bill Elliott », l'acteur endosse le rôle pour lequel on se souviendra le plus de lui, celui de Red Ryder, dans une série de seize films sur le célèbre cowboy de comics et son jeune compagnon indien Little Beaver (joué dans les films d'Elliott par Robert Blake). Elliott occupe le rôle pendant seulement deux ans, mais il y reste pour toujours associé. Sa marque de fabrique était une paire de six coups portés la crosse en avant dans leur étui.
La carrière d'Elliott prospère pendant et après les films sur Red Ryder, et il continue à faire des westerns B au début des années 1950. Il a aussi sa propre émission radio à la fin des années 1940. Son dernier contrat comme star du western est avec la Monogram Pictures, dont les budgets déclinaient alors que le western B perdait son audience au profit de la télévision. Quand la Monogram devient Allied Artists en 1953, elle abandonne sa production de westerns et Elliott termine son contrat avec une série de drames policiers modernes, ses premiers films non westerns depuis 1938.
Elliott se retire alors des films, excepté quelques pilotes pour la télé qui ne furent pas poursuivis. Il travaille pendant tout un temps comme porte-parole de Viceroy et présente une émission télé locale à Las Vegas, qui reprend beaucoup de ses westerns.

## Vie privée
Elliott se maria avec Helen Josephine Meyers en février 1927. Leur fille, Barbara Helen Nance, est née le 14 octobre 1927. Elliott et sa femme divorcent en 1961 et il se remarie la même année avec Dolly Moore.
Après sa retraite en 1957, Elliott déménage de Los Angeles à Las Vegas dans le Nevada, où il achète un ranch. Il y meurt d'un cancer du poumon le 26 novembre 1965 à soixante-et-un ans. Il est enterré au Palm Downtown Mortuary & Cemetery de Las Vegas.

## Filmographie partielle

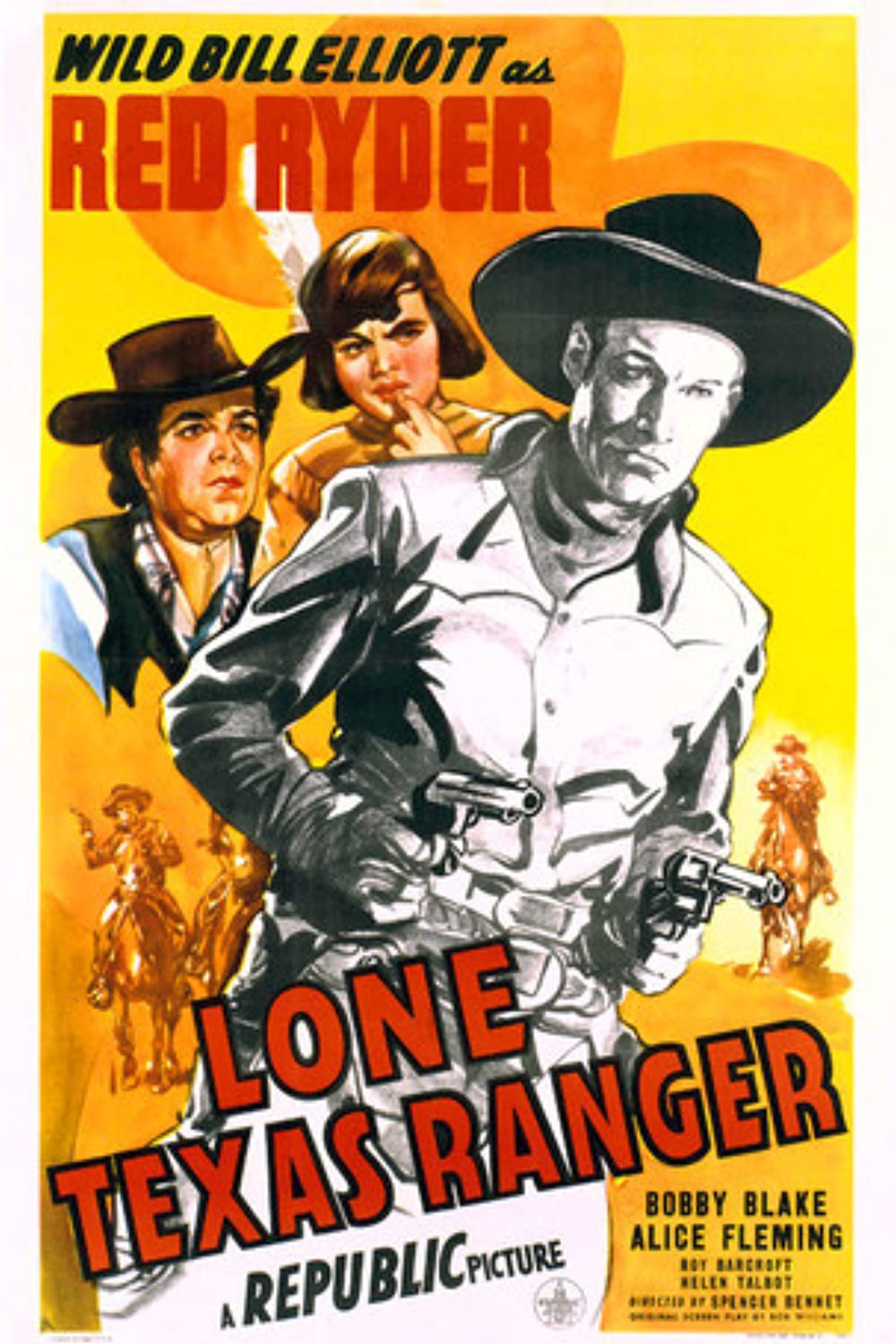
Wild Bill Elliott dans Lone Texas Ranger en 1945.

- 1927 : La Vie privée d'Hélène de Troie (The Private Life of Helen of Troy) d'Alexander Korda : Télémaque
- 1930 : Going Wild de William A. Seiter : non crédité
- 1930 : She Couldn't Say No de Lloyd Bacon  : petit rôle
- 1930 : A Notorious Affair de Lloyd Bacon : l'invité à la fête de Sir Thomas
- 1931 : Les Carrefours de la ville (City Streets) de Rouben Mamoulian : un client du night-club
- 1931 : The Public Defender de J. Walter Ruben
- 1932 : Crooner de Lloyd Bacon : patron du nightclub
- 1933 : Danseuse étoile (Stage Mother) de Charles Brabin
- 1934 : La Fine Équipe (6 Day Bike Rider) de Lloyd Bacon : journaliste de la course
- 1934 : Un héros moderne (A Modern Hero) de Georg Wilhelm Pabst
- 1935 : Femmes d'affaires (Traveling Saleslady) de Ray Enright
- 1935 : Moonlight on the Prairie de D. Ross Lederman : Jeff Holt
- 1935 : Le Bousilleur (Devil Dogs of the Air) de Lloyd Bacon : l'instructeur
- 1937 : Le Champion (Boots and Saddles) de Joseph Kane
- 1940 : Prairie Schooners de Sam Nelson : Wild Bill Hickok
- 1945 : Lone Texas Ranger (en) de Spencer Gordon Bennet
- 1945 : Bells of Rosarita de Frank McDonald
- 1949 : Le Dernier Bandit (The Last Bandit) de Joseph Kane
- 1950 :  The Showdown de Dorrell McGowan et Stuart E. McGowan : Shadrach Jones
- 1952 :  Fargo (en) de Lewis D. Collins